# Pál Sajgó
Pál Sajgó (* 28. April 1922 in Gheorgheni, Kreis Harghita, Rumänien; † 18. April 2016) war ein ungarischer Skilangläufer und Biathlet.
Pál Sajgó startete in seiner aktiven Zeit für Budapest Bástya und Újpesti Dózsa Sportegyesület. Er nahm erstmals 1952 in Oslo an Olympischen Winterspielen teil und trat im Skilanglauf an. Im Rennen über 18-Kilometer belegte er den 53. Platz, über 50 Kilometer wurde er 27. Bei seiner zweiten Olympiateilnahme 1960 in Squaw Valley wurde er über 15 Kilometer 34. und war zudem zum Biathlonsport gewechselt, der zum ersten Mal zum olympischen Programm gehörte. Bei sechs Treffern verfehlte er 14 Ziele und erhielt 28 Strafminuten. Zusammen mit einer Zeit im hinteren Mittelfeld wurde der Ungar in der Gesamtwertung 26. von 30 Startern.